# Rio Buda (Argeş)
O Rio Buda é um rio da Romênia afluente do Rio Argeş.